# Lane Napper
Lane Napper (Alexandria, Virginia, 22 de junio de 1967)  es un actor, coreógrafo, bailarín profesional, entrenador de actuación y profesor de baile estadounidense.

## Filmografía

### Como actor
Durante su carrera como actor, Napper ha participado en varios programas de televisión, los cuales son:
| Año        | Programa            | Personaje             | Notas |
| ---------- | ------------------- | --------------------- | --- |
| 1997       | Cosby               | Bailarín de tap       | Episodio: "Shall We Dance" |
| 1999       | For Your Love       | Mascota cantando      | Episodio: "The Paper Chase" |
| 2000-2002  | Nikki               | Bailarín Mike         | Seis episodios: "No Sex, No Marry, No Title", "Cheerleader of Doom", "Dwight and Nikki and Ken an Alice", "Take This Job and Love It", "Family Lies", "GED Get Off My Back" |
| 2002       | The Drew Carey Show | Despachador (voz)     | Episodio: "A Shot in the Dark" |
| 2004, 2007 | Drake & Josh        | Sin nombre            | Episodio: "Smart Girl" Especial: "Un camarón gigante" |
| 2007, 2011 | iCarly              | Ernie, Lane Alexander | Episodio: "iWas a Pageant Girl" Crossover especial: "iParty with Victorious"                                                                                                |
| 2010-2012  | Victorious          | Lane Alexander        | 25 episodios |
| 2018       | Consensus Reality   | Doctor Weaver         | Película de drama, ciencia ficción y suspenso |

### Como coreógrafo profesional
Al igual que en su carrera como actor, Napper ha participado en varios programas de televisión como coreógrafo profesional, los cuales son:
| Año       | Programa       | Notas                                                                    |
| --------- | -------------- | ------------------------------------------------------------------------ |
| 1999      | Suddenly Susan | Episodio: "The Cheerleaders"                                             |
| 2000-2001 | Nikki          | Tres episodios: "One Wedding and a Funeral", "Fallback", "The Next Step" |
| 2003-2004 | All That       | Tres episodios: "Drake Bell", "Nodesha", "Boomkat"                       |
| 2007      | Drake & Josh   | Episodio: "Dance Contest"                                                |
| 2007      | iCarly         | Episodio: "iDream of Dance"                                              |
| 2010-2011 | Victorious     | Diez episodios                                                           |

### Como entrenador de diálogo
Lane Napper también ha participado en series de televisión como entrenador de diálogo de los actores, estas son:
| Año       | Programa     |
| --------- | ------------ |
| 2004-2007 | Drake & Josh |
| 2005-2006 | Zoey 101     |
| 2007-2012 | iCarly       |
| 2010-2013 | Victorious   |

## Vida personal
Lane Napper tiene su propia escuela de actuación, en la cual enseña a los nuevos talentos a cómo sobresalir en el medio y también enseña rutinas de baile, su escuela es la "Camp PULSE Acting Workshop with Lane Napper".
También da clases de baile en el Broadway Dance Center.
En fechas recientes Lane Napper es el coreógrafo de la banda de K-pop estadounidense EXP en su actual gira musical.